# Col d'Anaye
Ne pas confondre avec le col des Anies (2 084 m) sur le versant nord du pic d'Anie
Le col d'Anaye ou col de l'Insole est un col de montagne situé sur la ligne de partage des eaux pyrénéenne au sud de l'Anialarra (2 349 m) sur le versant sud du pic d'Anie (2 504 m).

## Toponymie
Le nom d’Anaye, ne doit rien au basque anaia « le frère », mais est un vieil oronyme aquitanique auquel sont également dus les noms du pic d'Anie et d’Anialarra.

## Géographie

### Topographie
Il domine :
- le vallon d'Aniabarka handia (ou Añabarkandia où se trouve le coteau d'Anialarra ou Añelarra) sur le versant Navarrais ;
- le vallon d'Anaye à l'ouest du plã de Sanchez (1 080 m) dans la vallée du Lauga à Lescun (vallée d'Aspe).

Il permettait de relier l'ancien refuge Belagua à Lescun par le sud du pic d'Anie. La randonnée était difficile (orientation et manque d'eau). Compter  6h depuis le plateau de Sanchèse.
| itinéraire        | altitude     |
| ----------------- | ------------ |
| refuge Belagua    | 1 428 m      |
| Aniabarka handia  |              |
| Anialarra         |              |
| Col d'Anaye       | 2 060 m      |
| vallon d'Anaye    |              |
| Sanchèze (Lescun) | env. 1 080 m |

### Hydrographie
L'Anaye est un ruisseau qui arrose la commune de Lescun et se jette dans la Hourque de Lauga.
Dans le vallon d'Anaye se trouvent des sources au « Marmitoû » (1 848 m). On pratique le canyoning dans le sharrumbaut d'Anaye, un petit cañon qui présente une succession de cascades dont une de 46 m à descendre en rappel (réservé à un public averti).